# Weepers Circus
Weepers Circus è un gruppo musicale di Strasburgo, fondato nel 1988 da Franck George e Eric Kaija Guerrier.

## Il gruppo

### Formazione attuale
- Alexandre George: voce, chitarra, fisarmonica, coro
- Franck George: violoncello, basso acustico, coro
- Eric Kaija Guerrier: chitarra, coro
- Denis Leonhardt: clarinetto, sassofono, coro
- Alexandre "Goulec" Bertrand: batteria, percussioni, coro

### Membri precedenti
- François Rachez (da ottobre 1988 a maggio 1992)
- Claude Guerrier: contrabbasso (da agosto 1991 ad agosto 1997)
- Myriam Stricker (de febbraio 1992 ad aprile 1996)
- Delphine Freiss (da aprile 1993 al 1995)
- Fabrice Lemoine: chitarra folk, liuto, mandolino, banjo (da novembre 1995 a novembre 1997)
- Luc Widmaier: violino, coro (da febbraio 1996 a novembre 1999)

## Discografia

### Albums
- 1997: Le Fou et la Balance
- 1999: L'Épouvantail
- 2000: L'Ombre et la Demoiselle
- 2003: Faites entrer
- 2005: La Monstrueuse parade
- 2007: Tout n'est plus si noir...

### Singoli
- 1995: Weepers Circus
- 1998: Je suis Noble
- 2000: Le cirque des gens qui pleurent

### Compilations
- 1995: Tous différents - Tous égaux
  - La Petite fable du bonheur (Alexandre George, Franck George, Eric Kaija Guerrier)
- 1996: Lieder fer's Herz
  - D'Lieb Von'ere Fraoui (Franck George)
- 2000: Latitudes 67
  - Le Malvenu (Eric Kaija Guerrier)
- 2001: Les oiseaux de passage
  - Quatre vingt quinze pour cent (Georges Brassens)
- 2006: Zic de zinc
  - Sans vous aimer (Franck George)

### Partecipazioni
- 2003: J'aime pas l'Amour d'Olivia Ruiz
- 2004: Terrain Vague des Ogres de Barback